# 폭력 탈옥
《폭력 탈옥》(Cool Hand Luke)은 미국에서 제작된 스튜어트 로젠버그 감독의 1967년 드라마 영화이다. 폴 뉴먼 등이 주연으로 출연하였고 고든 캐롤 등이 제작에 참여하였다.

## 줄거리

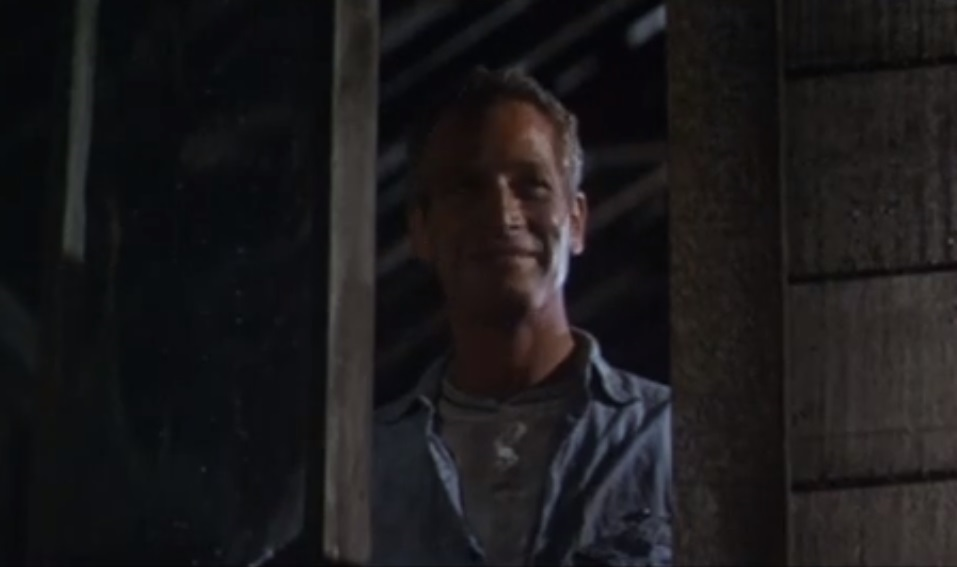
루크는 마지막으로 권위에 맞서며, 자신의 자유의지를 끝까지 포기하지 않는다.

1950년대 초 플로리다. 제2차 세계대전의 훈장을 받은 참전 용사 루카스 "루크" 잭슨은 술에 취한 채 주차 미터기를 부수고 다닌다. 그는 이 사건으로 인해 교도소 수감형을 선고받고, 두 해 동안 교도소 소속 체인갱에서 복역하게 된다. 그가 배치된 수용소는 엄격한 교도관인 ‘대장(Captain)’과, 항상 거울 선글라스를 끼고 있어 ‘눈 없는 사나이’라 불리는 조용한 사수 워킹 보스 갓프리(Walking Boss Godfrey)의 통제 아래 있다. 이곳에서는 사소한 규율 위반조차 ‘박스에서의 하룻밤’이라는 가혹한 징벌로 이어지며, 그 ‘박스’는 숨쉬기조차 버거운 좁고 밀폐된 목재 감금소이다.
루크는 수감자들 사이에서 암묵적으로 형성된 질서에 따르기를 거부하며, 곧 수감자들의 우두머리인 드래그라인과 충돌한다. 두 사람 사이의 권투 시합에서 루크는 일방적으로 얻어맞지만, 결코 쓰러지거나 포기하지 않는다. 결국 드래그라인이 경기를 멈추며 싸움을 끝내지만, 루크의 끈질긴 태도는 동료 죄수들의 존경을 얻게 하고 교도관들의 주목을 끌게 된다.
루크는 블러프로 가치 없는 패를 가지고 포커 게임에서 승리하며, 드래그라인은 그를 쿨 핸드 루크(Cool Hand Luke)라 부르게 된다.
병든 어머니 아를레타의 면회를 받은 후, 루크는 자신의 처지에 대해 한층 긍정적인 태도를 보이기 시작한다. 그는 계속해서 교도소장과 간수들에게 반항적인 태도를 보이며, 특유의 유머 감각과 독립적인 성격으로 동료 죄수들에게 큰 영감을 준다. 그의 저항은 도로 포장 작업을 하루 만에 마무리짓는, 불가능해 보였던 작업을 동료들을 이끌어 성공시키면서 절정에 이른다. 이후 루크는 삶은 달걀 50개를 한 시간 안에 먹어내겠다는 내기를 이겨내며, 동료들에게 전설적인 존재로 추앙받게 된다.
어느 날 저녁, 루크는 어머니의 사망 소식을 접하게 된다. 그의 탈출을 우려한 대장은 루크를 곧바로 ‘박스’에 가두어 조문조차 갈 수 없게 만든다. 석방된 이후, 루크는 탈출을 결심한다. 독립기념일 축하 분위기를 틈타 그는 첫 번째 탈출을 감행하지만, 얼마 지나지 않아 지역 경찰에 의해 붙잡혀 다시 체인갱으로 돌아오게 된다. 대장은 루크의 발목에 족쇄를 채우고, 다른 수감자들에게 본보기로 삼기 위해 엄중한 경고 연설을 한다.
그로부터 얼마 지나지 않아 루크는 두 번째 탈출을 시도한다. 탈출 중 그는 교도소 앞으로 잡지 한 권을 보내는데, 그 속에는 자신이 두 명의 아름다운 여성과 함께 찍은 사진이 실려 있다. 하지만 곧 다시 붙잡혀 가혹한 구타를 당한 뒤 수용소로 돌아오고, 이번에는 양쪽 발목에 두 개의 족쇄가 채워진다. 대장은 루크에게 또다시 탈출을 시도하면 사살할 것이라고 위협한다.
동료 수감자들은 루크가 보낸 사진을 보며 흥분하지만, 루크는 그것이 조작된 것이라며 자조적으로 고백한다. 처음에는 실망한 수감자들이 루크에게 분노하지만, 루크가 오랜 시간 ‘박스’에 갇힌 뒤 돌아와 벌로 거대한 양의 밥을 먹도록 강요받자, 수감자들은 자발적으로 그를 도와 음식을 나누어 먹으며 연대감을 드러낸다.
루크의 마지막 탈출 시도를 저지하기 위해, 간수들은 그를 탈진할 때까지 가혹하게 다룬다. 특히 루크는 감옥 마당에 무덤 크기의 구덩이를 파고 다시 메우는 일을 반복하도록 강요받으며 정신적·육체적으로 철저히 소모된다. 결국 그는 무릎을 꿇고 자비를 구걸하며 동료 죄수들의 존경을 잃는다. 이후 그는 간수들의 잔심부름을 하는 비굴한 모습으로 전락한 듯 보이나, 탈출의 기회가 오자 다시 한 번 감시 트럭을 훔쳐 도주한다. 이번에는 드래그라인이 그와 함께한다.
트럭을 버린 두 사람은 추적을 피하기 위해 서로 흩어지기로 합의하고, 루크는 인근 교회로 몸을 숨긴다. 그는 신과 대화를 나누며, 인생에서 결코 이길 수 없도록 자신을 방해해 온 존재로서 신을 원망한다. 이내 경찰차들이 교회에 도착하고, 드래그라인이 루크에게 항복하면 다치지 않을 것이라 설득한다. 그러나 루크는 대장의 경고 연설을 조롱하듯 되풀이하며 항복을 거부하고, 곧바로 갓프리에게 목에 총을 맞는다. 드래그라인은 쓰러진 루크를 안고 밖으로 나가며 항복하지만, 분노를 억누르지 못하고 갓프리를 덮쳐 목을 조른다. 그는 간수들에 의해 제압당한다.
루크는 결국 대장의 승용차에 실려 멀리 떨어진 교도소 의료동으로 이송된다. 드래그라인은 눈물을 흘리며 그에게 살아달라고 간절히 말하지만, 지방 경찰들의 반대에도 불구하고 대장은 루크가 회복할 가능성을 차단하기 위해 일부러 먼 의료시설로 향한다. 차량이 떠나는 순간, 의식이 희미한 루크는 미소를 짓고, 차바퀴는 갓프리의 거울 선글라스를 짓밟고 지나간다. 이는 루크가 죽음을 맞이할 것임을 암시한다.
그로부터 얼마 뒤, 루크가 총에 맞은 도로 근처에서 수감자들은 다시 도로 작업에 동원된다. 드래그라인은 이제 족쇄를 찬 몸이 되었고, 새로운 워킹 보스가 그들을 감독한다. 작업 중, 드래그라인과 동료들은 루크를 회상하며 애정 어린 추억을 나눈다.

## 출연

### 주연
- 폴 뉴먼 — 루카스 "루크" 잭슨 역
- 조지 케네디 — 클라렌스 "드래그라인" 슬라이델 역
- 데니스 호퍼 — 바빌로니아 역

### 조연
- 스트로더 마틴 — 대장 역
- J. D. 캐논 — 소사 역
- 조 반 플리트 — 아를레타 역
- 웨인 로저스 — 갬블러 역
- 안소니 저브 — 도그보이 역
- 랄프 웨이트 — 앨븐 역
- 해리 딘 스탠튼 — 트램프 역
- 모건 우드워드 — 워킹 보스 갓프리 역
- 조 돈 베이커 — 수감자 역
- 루 안토니오 — 키코 역

## 기타
- 원작자: 돈 페어스
- 의상: 하워드 수프
- Ass-PD: 카터 드 해븐 주니어

## 같이 보기
- 루가의 복음서